# Salus
Salus (también conocida como Fuentes del puma en Brasil) es una compañía uruguaya de bebidas con sede en Minas, Lavalleja. Su producto principal es el agua mineral, inventada en 1905 por el ingeniero italiano Luis Andreoni.
Su insignia es un puma bebiendo de una fuente, motivado por la leyenda que cuenta que, de una gruta ubicada en los alrededores del hoy Parque Salus, manaba agua de donde bebía uno de aquellos felinos que se encontraban en la sierra. Esto fue así hasta que un día llegó el hombre y corrió al puma. Pese a esto el animal se sigue utilizando como insignia de la marca.

## Historia
Alrededor del siglo XIX, en medio del paisaje serrano, se fundó la Villa de la Concepción de Minas, hoy conocida solamente como Minas, con el aporte de 41 familias oriundas  de Galicia y Asturias atraídas por la creencia de que en la zona existían riquezas minerales. 
Cerca de allí en la zona de la Sierra de la Coronilla, hoy conocida como la Fuente del Puma, ofrecía su surgente de agua mineral y cristalina, que un grupo de visionarios liderados por Luis Andreoni deciden adquirirla para su explotación, es así que pronto se crearía la sociedad “Fuentes de la Coronilla” a la cual, posteriormente se le denominaria como Compañía Salus, más adelante, debido al crecimiento y desarrollo de la compañía es legalmente constituida como una sociedad anónima.
Históricamente, la Compañía Salus distribuía sus productos solamente en botellas de vidrio y primero eran comercializadas en farmacias o boticas, hasta que con el pasar de los años empezaron a comercializarse en almacenes y tiendas. En 1997 incorporó botellas de plástico PET de 0,5 y 1,5 litros y a partir de 1999, la empresa fue incorporando envases más grandes.

## Accionistas
En octubre de 2000, la Compañía Salus fue adquirida por Danone y Ambev: Danone se quedó con la distribución de aguas y Ambev con la de cerveza. A partir de allí Danone interrumpió la producción de determinados productos, dedicándose al agua mineral y no mineral, y a los refrescos saborizados. En ese entonces comenzó a ofrecer bidones y dispensadores, que hasta ese momento eran poco comercializados en Uruguay.
Actualmente cubre gran porcentaje del mercado nacional y exporta hacia Brasil con la marca Fuente del Puma.

## Reserva natural
Dicha compañía cuenta con una reserva natural que consta de 1300 hectáreas y una superficie rodeada de vida y refugios silvestres. La
reserva natural Salus cuenta con un amplio parque familiar, el Cerro del Águila, una elevación de 300 metros de altura, la fuente del Puma y un centro de interpretación.

## Productos

### Actuales
- Agua mineral (con y sin gas)
- Agua tónica
- Cerveza Patricia (Weisse, Rubia, Dunkel, Porter y Barley Wine)
- Salus Frutté (Naranja, Pomelo, Manzana, Pera, Naranja Durazno y Frutilla Limón)
- Limonada (clásica, Menta y Frutilla)

### Marcas
- Cerveza Patricia
- Salus Frutté

### Anteriores
- Citral
- Sidra
- Vino blanco (para uso del Parador)
- Vino tinto (para uso del Parador)